# HKV Achilles
Achilles is een Nederlandse korfbalvereniging uit Den Haag. De club is opgericht in 1922 en is in 2015 de haagse club Ready samengesmolten met HKV Achilles.

## Geschiedenis
De club is in 1922 opgericht. Tijdens een vergadering bij dhr. Lange thuis werd de clubnaam Achilles geopperd door Rut van der Veen. De naam werd meteen in gebruik genomen.
In 1929 ontstond er een klein probleem met de naam Achilles. Er was namelijk een andere korfbalclub genaamd Achilles uit Almelo en die bestond 2 jaar eerder. Van 1929 tot 1935 was de naam even veranderd in SELLICHA, een omgekeerde versie van Achilles, bedacht door Wim Fortanier.
In 1935 kreeg de club echter de originele naam weer terug. Sinds 1936 was er een clubkrantje genaamd De Leeuwenkrabbels.
In 2002 verwelkomde de club zijn 2.500e lid.

## Onze naam Achilles
Op 1 oktober 1922 waren er negen jongelui bijeengekomen op de Ieplaan 85 A in Den Haag en richtten ‘ons cluppie’ op. Toen die dag ten huize van Rut van der Veen het principebesluit viel een eigen korfbalclub op te richten, was er nog niet serieus nagedacht over een clubnaam. Toen vier weken later, weer op een zondagavond, maar nu ten huize van Theo Lange, de puntjes op de i moesten worden gezet, loste het probleem zich snel op. Rut kwam spontaan met de naam ACHILLES en alle andere oprichters en oprichtsters vonden het prima!
Denk niet dat deze naam ons alle jaren van ons bestaan gesierd heeft. Neen, van 1929 tot 1935, mochten we van de bond de naam Achilles niet voeren, omdat er in Almelo al een vereniging met die naam bestond (en bestaat). Deze was twee jaar voor ons opgericht en toen we promoveerden naar de grote bond (NKB) zou er verwarring kunnen ontstaan. In de HKB (Haagsche Korfbal Bond), waarin we tot dan toe uitkwamen, speelde dit niet. Dus noemden we onszelf SELLICHA. Een letteromkering, uitgedacht door Wim Fortanier, die de eer van het presenteren van deze vondst aan zijn vrouw Jeanne gunde. In 1935 – ter gelegenheid van ons 12 ½ jarig bestaan – kregen we heel genereus van de voorzitter van de NKB onze echte naam weer terug.

## Ons tenue zwart-wit
Onze vereniging werd opgericht door jongelui van 16-17 jaar. Dat was – zeker in 1922 – heel moedig. Temeer, daar alle kosten zo’n beetje uit het zakgeld moesten worden betaald. Om die reden kwam Theo Lange er toe om als clubbestuur voor te stellen een zwart broekje of rok, een wit shirt en daarop een zelf te maken zwarte baan. Goedkoper kon niet. 

## Ons krantje Leeuwenkrabbels
Ons krantje Leeuwenkrabbels bestaat sinds 1936. Daarvoor deden we het – samen met ander verenigingen – met een commercieel blad (“De Residentiebode”) plus ons al lang bestaande maandblad “De Achillespees”. Voor de naam van ons krantje werd een prijsvraag uitgeschreven. Dat ging heel eerlijk: men mocht alleen onder een zogenaamd motto inzenden, zodat de keuze zou vallen zonder dat men de inzender kende. Unaniem werd de inzending onder het motto “Madjoe” gekozen. Daarachter verschool zich ons lid Frits Verhoef. Aan hem danken we dus de naam “Leeuwenkrabbels”. Die naam is verder nooit ter discussie gekomen.
In de lay-out hebben sommige redacteuren wel eens gedwaald. Het krantje van vandaag ziet er overigens weer geheel uit als het oorspronkelijke ontwerp [redactie: Fred Broers schreef dit in 1986, de lay-out wijkt nu wel af van het oorspronkelijke ontwerp].

## Ons wapen - De A met leeuw
Ons wapen met de leeuw is al ontzettend oud en is vrijwel zeker een ontwerp geweest van ons oud-lid Ru Jonkman, de man die ons ook talloze foto’s en dia’s uit de beginjaren heeft achtergelaten. De leeuw slaat eigenlijk nergens op. Het is later nooit meer gelukt te achterhalen waarom die keuze werd gemaakt. Ons wapen siert als vignet op ons briefpapier en prijkt ook wekelijks boven ons krantje, zij het dat de leeuw daar een toorts in z’n voorpoot heeft meegekregen om de “krabbels” te schrijven.

## Ons embleem (op het shirt)
Ons embleem is niet zo oud. Het dateert van ongeveer 1965 en is bedacht door Thea Springer-Kamstra. Het stelt ons wapen voor, maar is zo uitgevoerd dat het – mits goed op het shirt aangebracht – precies contrasteert met de achtergrond. De ene helft wit op zwart, de andere helft zwart op wit. Vroeger was het een zorg om alle spelers zover te krijgen dat ze het embleem even op hun shirtje naaiden, hooguit een kwartiertje werk. Inmiddels is het embleem standaard op een mouw gedrukt.
In de beginjaren had Achilles overigens een heel ander embleem: een soort vogel, althans twee vleugels. De overlevering zegt dat Rut van der Veen, de bedenker van onze naam, weliswaar Achilles zei, maar een andere god op het oog had (een gevleugelde). Op aanraden van Manus Speyer werd deze miskleun ongedaan gemaakt.

## Ons fluitje
"Als ik ergens op straat Annie van der Laaken zou ontwaren, zonder dat ze mij zag en ik de hierboven afgebeelde zes noten zou fluiten, weet ik absoluut zeker dat zij als genageld zou stil staan en de omgeving zou afspeuren naar de Achilliaan die haar kennelijk had gezien." Het Achillesfluitje is dus een soort interne code voor Achillianen onder elkaar. Het is bijna zeker dat Wim Fortanier het fluitje heeft bedacht en wel al voor de oorlog. Het is een ietwat versnelde versie van de eerste versregel van het refrein van de Marseillaise, het Franse volkslied (oorspronkelijk strijdlied voor het leger) en wel de regel “aux armes, citoyens”(=burgers, te wapen). Wim Fortanier wakkerde Achilles altijd aan tot 'grotere strijdlust jegens de vijand' (de tegenstanders) en de keuze van de melodie klopt hier wel mee. Het is niet zeker dat de jongere leden het fluitje kennen. Maar door het notenschrift te lezen, is dat zo te verhelpen.  

## Onze yell
Loop, spring, vang, schiet, stel goed op
Geef je tegenstander klop
A C H I ELLE E S
A-CHI-LLES
Dit strijdlied kennen we allemaal en is heel wat karakteristieker voor Achilles dan “op ‘n slof en een oude voetbalschoen….” De auteur van deze yell is vrijwel zeker Marie Stempels-Piët. Vast staat dat de yell ook al van voor de oorlog dateert.

## Kunstgras
Sinds 1 september 2001  beschikt Achilles over een nieuw kunstgrasveld.

## Samen met Ready
In 2015 smolten Achilles en Ready samen. Er werd gekozen voor een opgefrist logo en clubtenue.

## Een groter Achilles: de samensmelting tussen Ready & Achilles
In 2013 ontstond er contact tussen KV Ready en HKV Achilles om heel voorzichtig de mogelijkheden van een eventuele samenwerking te verkennen. De eerste gesprekken vonden plaats in 2013 op ‘neutraal terrein’ in Kijkduin. Bij Ready was men er inmiddels van overtuigd dat voortzetting van de club Ready aan de Escamplaan niet langer haalbaar was. Ready was op dat moment nog wel een gezonde vereniging wat betreft de seniorenafdeling, maar het werd een te grote uitdaging om voldoende jeugd te binden aan de club. Op een jaarvergadering was dan ook het besluit genomen verkennende gesprekken te voeren met andere verenigingen, op zoek naar een complementaire partner. Achilles leek hiervoor de meest geschikte kandidaat. Een club met een zeer gezonde jeugdafdeling, maar waar een uitdaging lag op het gebied van kader om die jeugd op te vangen. Daarbij leek de cultuur van beide verenigingen goed op elkaar aan te sluiten.

## Synergie
De eerste Kijkduinafspraak maakte duidelijk dat die synergie sterk aanwezig was tussen beide verenigingen. Gesprekken kwamen in een stroomversnelling toen de jeugdleden van Ready dreigden uit te waaieren over de verschillende Haagse clubs. De goede eerste gesprekken leidden ertoe dat Ready de ouders van de jeugdleden adviseerde om gezamenlijk naar Achilles over te stappen. Dit had tot gevolg dat een dertigtal jonge korfballers het groen-wit voor het zwart-wit verruilden.
Na de zomer van 2014 ontmoetten de beide complete besturen elkaar voor het eerst en die kennismaking beviel goed en gaf vertrouwen. Vanaf dit moment werd er door de besturen toegewerkt naar een gezamenlijke toekomst. Toen in de winter van hetzelfde jaar duidelijk werd dat de selectieleden van Ready helderheid wensten voor het volgende korfbalseizoen kwam er druk te staan op de overleggen.
Onder druk worden vele zaken vloeibaar en kwamen de beide besturen het beroemde samensmeltingsdocument overeen. Op 20 maart 2015 werd door beide jaarvergaderingen van de clubs ingestemd met het voorstel.

## Samensmelting ook zichtbaar
Sinds oktober 2017 is een vernieuwd Achilles-logo in gebruik genomen: de oude vertrouwde zwarte Achilles-leeuw met een nieuw Ready-groen randje. Website, Leeuwenkrabbels, social media, vlaggen en ook het clubtenue kregen hetzelfde nieuwe jasje. Sinds januari 2018 spelen alle Achillianen in een nieuw clubshirt, waarin de clubkleuren van Achilles (zwart-wit) zijn samengesmolten met de Ready-kleuren (groen-wit)